# Fideï-commis
Een fideï-commis, ook fideï-commissaire substitutie of erfstelling over de hand, is een eeuwenoude rechtsfiguur waarbij in een testament of codicil wordt vastgelegd dat de nalatenschap of een deel ervan aan twee of meer door de testateur aangewezen achtereenvolgende begunstigden gaat en de eerst begunstigde(n) niet vrij over het nagelaten vermogen mag beschikken. Doel is het vermogen door te geven aan volgende begunstigden, bij belangrijke familiebezittingen vaak aan volgende generaties, de opvolgingen kunnen onbegrensd zijn (fideïcommissum universale).  Men noemt zowel de erfstelling als het nagelaten vermogen fideï-commis. De eerst begunstigde, de fideï-commissaris of bezwaarde, heeft in de regel niet de volle eigendom over het vermaakte maar een bewaarplicht of het vruchtgebruik. De opvolgend begunstigde, de verwachter, verkrijgt bij overlijden van de eerst begunstigde automatisch de volle eigendom op basis van de testamentaire making.
De rechtsfiguur is bekend uit het Romeinse recht (fideicommis) en uit het middeleeuwse Germaanse recht. De oudst bekende beschrijving van de constructie komt voor in de theaterkomedie Andria van Terentius uit 166 v.Chr.. De gangbare benaming in Nederland is tweetrapsmaking met bewaarplicht.

## Oud Romeins recht en adellijk erfgoed
De fideï-commis komt uit het klassieke Romeinse recht en was daar ruim 700 jaar om meerdere redenen geliefd, onder andere om een erfenis door te geven aan personen die volgens de wettelijke regels niet mochten erven, zoals vrouwen, ongehuwden en slaven en om familiebezittingen binnen de familie te houden. Ook later speelden fideï-commisgoederen een grote rol, zoals in de geschiedenissen van adellijke families. Door een fideï-commis te vestigen kon men bewerkstelligen dat het stamslot of een bepaald vermogensbestanddeel niet kon worden vervreemd of zou worden geërfd door een getrouwde dochter en via patriarchale regels in de hand van het geslacht van haar echtgenoot zou komen. Getrouwde vrouwen hadden in veel rechtssystemen geen eigen rechtspositie of waren geen subject van recht, in Nederland tot 1957.
Bijzondere bepalingen in de fideï-commissaire beschikkingen konden inhouden dat men:
- het goed niet mocht verpanden,
- een bepaalde godsdienst moest aanhangen,
- het goed en de daaruit voortvloeiende inkomsten binnen de kring van de erfgenamen steeds aan de oudste dochter of zuster van het hoofd van de familie in bezit moest geven.
- de fideï-commissaris niet beneden zijn stand of buiten zijn religie mocht huwen.
- niets uit het fideï-commis mocht verkopen.

Door de fideï-commissariaten, ook majoraten of majoraatsgoederen genoemd, bleef het bezit van een adellijke familie intact. Ook losbollen konden het familiebezit niet verkwanselen en de bezittingen waren niet vatbaar voor beslaglegging, hypotheek en onderpand.

## België
De fideicommis making is in België bij wet verboden, art. 896 BW, maar in de loop der jaren is de houding van de rechterlijke macht ter zake overwegend soepel. Een erfstelling over de hand wordt soms geïnterpreteerd als een splitsing tussen blote eigendom en vruchtgebruik en soms als een fideï-commis de residuo.

## Nederland

### Geschiedenis
De rechtsfiguur werd in de vijftiende eeuw in het oud-vaderlands recht opgenomen naar voorbeeld uit de Romeinse codex onder Keizer Justinianus maar werd in 1811 onder Napoleon verboden. Dit verbod moet gesitueerd worden in de strijd van het ancien régime tegen bepalingen die beoogden goederen binnen families met vermogen te houden. Zij mochten niet langer "over het graf regeren". Sindsdien heeft het Nederlandse koningshuis Oranje-Nassau gepoogd versnippering van het juwelenbezit te voorkomen door te bepalen dat bepaalde sieraden de status krijgen van regalia. Zo liet Koningin Anna Paulowna vastleggen dat de juwelen die zij haar oudste zoon naliet "kroonjuwelen" zijn en alleen door de Nederlandse koningin mochten worden gedragen. Omdat dergelijke bepalingen in strijd zijn met het Nederlandse burgerlijk recht droeg Koningin Juliana in 1967 een deel van haar sieraden over aan de Stichting Kroongoederen van het Huis Oranje-Nassau. Deze oplossing, die ook wel wordt gekozen voor ander bezit dat men bij elkaar wil houden zoals landgoederen of historische verzamelingen, zou men een moderne vorm van het fideï-commis kunnen noemen.

#### Fideï-commis de residuo
Bij invoering van het Burgerlijk Wetboek in 1838 werd voor bepaalde situaties een fideï-commis de residuo toegestaan (artt. 928, 1020-1024, 1036-1038 BW (oud)). Dat is een legaat of erfstelling waarover de eerst begunstigde (bezwaarde) mag beschikken en waarop deze mag interen zonder zaaksvervangingsregeling of vergoedingsplicht en waarvan alleen het restant, residuo, overgaat op een door de erflater aangewezen tweede begunstigde natuurlijke of rechtspersoon.

### Situatie per 1 januari 2003
In het nieuwe erfrecht per 1 januari 2003, te vinden in boek 4 Burgerlijk Wetboek, wordt het begrip fideï-commis niet gebruikt maar zijn in Titel 5, Afdeling 5, Makingen onder tijdsbepaling en onder voorwaarde, bepalingen opgenomen waarmee eenzelfde effect kan worden bereikt, ze omvatten de erfstelling en het legaat. De testateur heeft flexibiliteit bij het vastleggen van rechten, plichten en beperkingen van de bezwaarde en daarmee bij de sturing, wat van het bezwaarde vermogen door de eerst begunstigde mag worden verbruikt en wat naar de verwachter(s) zal gaan. Een zuivere fideï-commis kan worden bereikt met een making onder tijdsbepaling of een voorwaardelijke making met bewaarplicht. Een fideï-commis de residuo kan worden bereikt met een voorwaardelijke making, waarbij beschikkings- en interingsbevoegdheid van de bezwaarde genuanceerd kunnen worden ingesteld al naargelang de wensen van erflater. Er kunnen bevoegdheden worden toegekend die gelden voor het hele afgescheiden vermogen en afzonderlijke bevoegdheden die alleen gelden voor een bepaald goed binnen het vermogen.
Buiten de wet wordt de Romeinse terminologie nog gewoon gebruikt, ook in wetenschap en rechtspraak, daarnaast is het begrip tweetrapsmaking of tweetrapstestament in zwang geraakt. Sinds 2010 zijn deze erfrechtelijke makingen populair geworden nadat de constructie in een bekend tv-programma werd voorgesteld als mogelijkheid om erfbelasting te besparen onder de toen net vernieuwde Succesiewet..

#### Making onder tijdsbepaling - vruchtgebruik
De making onder tijdsbepaling is afhankelijk van een toekomstige zekere gebeurtenis, zoals een bepaalde datum of overlijden. De wet converteert een making onder tijdsbepaling van rechtswege tot een vruchtgebruikconstructie met als gevolg dat de verwachter de bloot-eigendom verkrijgt en de bezwaarde slechts het recht van vruchtgebruik (artikel 4:136 BW). De tweetraps-erfgenamen zijn gehouden aan de wettelijke regels voor vruchtgebruik. Wanneer de bezwaarde goederen uit het bezwaarde vermogen verkoopt, valt de opbrengst door zaaksvervanging binnen het bezwaarde vermogen en blijft ter beschikking voor de verwachter(s) (artikel 3:213 BW). Het fideï-commis vermogen vererft direct van de insteller op de verwachter en hoort niet tot de nalatenschap van de bezwaarde, na ommekomst van de bij uiterste wilsbeschikking bepaalde tijd verkrijgt de verwachter automatisch de volle eigendom. Voor de Sucessiewet gelden daarom de erflater - verwachter tarieven, wat zowel voordelig als nadelig kan zijn. Bij vóór-overlijden van de verwachter vervalt dit rechtsgevolg. Deze constructie is vergelijkbaar met de fideï-commis, een artikel 4:136 BW erfgenaam is daarom niet gelijk te stellen met de gebruikelijke erfgenaam.

#### Making onder voorwaarde
De wettelijke conversie in vruchtgebruik geldt niet bij makingen onder voorwaarde, wel vinden de vruchtgebruiksbepalingen dan overeenkomstig toepassing in de rechtsverhouding tussen bezwaarde en verwachter (art. 4:138 lid 2 BW). Een bezwaarde is bij makingen onder voorwaarde daarom verplicht een boedelbeschrijving op te stellen en het vermaakte te bewaren en in stand te houden zoals een vruchtgebruiker dat moet doen, tenzij erflater bij testament de bevoegdheid heeft toegekend om goederen te verteren en onvoorwaardelijk te vervreemden. De making onder voorwaarde kan dus ook worden gebruikt om een fideï-commis of tweetrapsmaking met bewaarplicht in te stellen. Wil men een effect bereiken vergelijkbaar met de fideï-commis de residuo moeten bij testament expliciet bevoegdheden aan bezwaarde worden toegekend die verder gaan dan vruchtgebruik. Daarbij kunnen de bevoegdheden voor de bezwaarde beperkt zijn, er gaat dan zoveel mogelijk vermogen naar de verwachter(s), of ruim, het bezwaarde vermogen is vooral bedoeld voor de eerst begunstigde. De Hoge Raad besliste dat voorwaardelijke eigendom mag worden verpand en dat er beslag kan worden gelegd.

#### Verteren en vervreemden, zaaksvervanging
Bij testament kan de bezwaarde de bevoegdheid worden gegeven het fideï-commisaire vermogen of bepaalde goederen ervan op te maken (verteren) en/of te verkopen (vervreemden). In dat geval zijn de wettelijke regels voor zaaksvervanging uit het vruchtgebruiksrecht van kracht (art. 3:213 BW). Daardoor valt de opbrengst van verkoop van een goed uit het fideï-commis vermogen in het fideï-commis vermogen, of valt een goed gekocht met geld uit het fideï-commis vermogen er in. Verwachter kan bij overlijden van bezwaarde afgifte vorderen van de bezwaarde goederen en hetgeen daarvoor in de plaats is gekomen (art. 3:215 lid 1 BW). Ook geldt een verbod voor substantiële schenkingen (art. 3:215 BW). Als het er om gaat zoveel mogelijk vermogen door te geven aan de verwachter, zorgen de regels voor zaaksvervanging en vergoedingsplicht er dus voor dat het vermogen zoveel mogelijk in stand blijft en alleen de samenstelling van het vermogen kan veranderen. De regels voor zaaksvervanging zijn van regelend recht, deze kunnen bij testament worden aangepast.
Bij de overgang van bezwaarde op verwachter ontstaat vaak onenigheid over de omvang van het fideï-commis vermogen en de vraag of een goed door zaaksvervanging nog tot het afgescheiden vermogen hoort.

### Kritiek
Vanuit de rechtsgeleerdheid bestaat de kritiek dat de huidige wetgeving de verhoudingen tussen bezwaarde en verwachter niet sluitend regelt en dat wat wel geregeld is, voor interpretatie vatbaar is. Het laat in de praktijk veel vragen opkomen die geen of onvoldoende aandacht hebben gekregen in het wetgevingsproces. Bij het merendeel van de testateurs en erfgenamen zijn betekenis, gevolgen en verplichtingen onduidelijk, verwachtend erfgenamen worden vaak niet op de hoogte gesteld. Nadelen zijn onder meer dat de eerst begunstigde civielrechtelijk wordt onterfd, deze een afgescheiden vermogen moeten realiseren met boedelbeschrijving, daarover nauwkeurig boekhouding moeten voeren en jaarlijks aan de verwachters financieel verslag moet doen. Gebeurt dat niet kunnen bij overlijden de erfgenamen verplicht zijn het hele vermogen en de vruchten af te staan aan verwachters omdat de administratieplicht van dwingend recht is en de lagere rechtspraak tot nu toe een formele en strikte weg bij de uitleg kiest. Er bestaat discussie over de vraag welke vruchtgebruiksbepalingen dwingend gelden en in welke situaties; wordt bijvoorbeeld bij testament de bevoegdheid gegeven te vervreemden, kan deze bepaling zinloos worden door de wettelijke zaaksvervangingsregeling van art. 3:213 lid 1 BW. Het is niet mogelijk een AWBZ clausule op te nemen.
Aan de valkuilen van de tweetrapsmaking wordt over het algemeen weinig of geen aandacht besteed door erfrecht-adviseurs. Zelfs wanneer bezwaarde bij testament expliciet alle mogelijke bevoegdheden kreeg toegekend, dus verteren, vervreemden, beschikken en schenken, met uitsluiting van zaaksvervanging en vergoedingsplicht, is het nog mogelijk dat het hele bezwaarde vermogen moet worden doorgegeven aan verwachter, namelijk als er geen nauwkeurige boekhouding is gevoerd en achteraf niet kan worden aangetoond wat uit het doorgeefvermogen is verteerd.

## Andere landen in Europa
In veel Europese landen hebben de fideï-commissariaten een grote rol gespeeld. Ze bestonden in Duitsland, Frankrijk, Oostenrijk en Rusland.
De Duitse republiek maakte in 1918 een einde aan de fideï-commis en aan de regels die bepaalden dat sommige huwelijken niet ebenbürtig zouden zijn waardoor de echtgenote en de uit het huwelijk geboren kinderen niet zouden kunnen erven. Deze bepaling had ook in het Duitse recht een plaats gekregen waardoor al het adellijk bezit, tenminste dat van de hoge adel tot 1918 en dat van de lagere adel tot 1854 in Pruisen, binnen de kring van de adel vererfde. De Nederlander Willem Gustaaf Frederik graaf Bentinck (1762-1835) trouwde met een boerendochter. Zo konden zijn kinderen de Duitse bezittingen, de heerlijkheid In- en Kniphausen niet erven. De rechtsstrijd die daaruit voorkwam wordt de "Bentinckse Erbfolgestreit" genoemd.
Het opheffen van de fideï-commissariaten heeft veel moeilijkheden opgeleverd omdat bepaald moest worden wie in de nieuwe situatie de erfgenamen zouden zijn. Speciale rechtbanken hebben zich over deze vraag moeten buigen. Het einde van de fideï-commissariaten betekende ook dat het kunstbezit dat families in de loop van eeuwen hadden bijeengebracht nu kon worden verkocht. Op de achterzijde van de schilderijen die de Welfen in de eerste jaren van de 21e eeuw op veilingen verkochten hangt vaak nog een etiket met de tekst "Fidéicommis Herrenhausen". Ook de andere Duitse vorsten verkochten kostbare schilderijen, sieraden, boeken en grond uit de fideï-commissariaten.
In Engeland en Schotland bestaan fideï-commissariaten nog steeds.
Daar maakt het fideï-commis mogelijk dat alleen de oudste zoon van een edelman erft en echtgenote, oudste dochter en jongere kinderen niet erven. Vaak zijn bij Britse adellijke families het landgoed en het kasteel, het juwelenbezit en een deel van de historische verzamelingen een fideï-commis.